# 市原多朗
市原 多朗（いちはら たろう、1950年1月2日 - ）は、日本の声楽家・テノール歌手。
山形県酒田市出身。2017年2月、酒田市から「酒田市名誉市民」の称号を授与される。

## 人物・来歴
東京藝術大学大学院修了。加藤千恵、金内馨子、渡邊高之助に師事。1979年、第48回日本音楽コンクール第1位、および第15回日伊声楽コンコルソ第1位。1987年、芸術選奨新人賞受賞。
日本を代表するテノール歌手であり、主にイタリアオペラを中心としたレパートリーを持っている。正統派ベルカントの美声と表現力で、世界で活躍した。

## 主な受賞歴と海外での公演暦

### 1980年
二期会オペラ(日生劇場)、マスネ『ウェルテル』のタイトルロールでオペラ・デビューを飾る。　　山形新聞社より「平和賞」受賞。

### 1981年
イタリア：ローマにてジョイント・リサイタルに出演。　
イタリア：第21回ヴェルディ国際声楽コンクール（ブッセート）にて第2位（1位無し）とAMAL賞（ミラノ賞）を受賞。
スイス：ルガーノにてスイス・イタリア放送局オーケストラによるジョイント・コンサートに出演。　　
スペイン：第19回フランシコ・ヴィニャス国際コンクール（バルセロナ）にて第1位大賞、最優秀テノール賞（プラシド・ドミンゴ賞）、ヴェルディ賞（モンセラト・カバリエ賞）の3賞を受賞。

### 1982年
ポルトガル：サン・カルロス国立歌劇場（リスボン）にてプッチーニ『トゥーランドット』のカラフ役にて世界のオペラ界にデビュー。（フランコ・フェラーリス指揮、ガリーナ・サヴォーヴァその他）

### 1983年
ポルトガル：サン・カルロス国立歌劇場（リスボン）にてヴェルディ『仮面舞踏会』のリッカルド役にて3公演出演。（アルマンド・ガット指揮）
イタリア：マントヴァにてエットレ・カンポガッリアー二のコンサートに出演。
スイス：グラン・テアトロ（ジュネーヴ）での『仮面舞踏会』リッカルド役でルチアーノ・パヴァロッティのカバ−をする。

### 1984年
オーストリア：ザルツブルク音楽祭にてヴェルディ『マクベス』マルコム役を7公演、日本人歌手として初出演する。（リッカルド・シャイー指揮、ピエロ・カップッチッリ、ゲーナ・ディミトローヴァ、ニコライ・ギャウロフその他）
フランス：パリ・オペラ座（パレ・ガルニエ）にてシーズン幕開けのヴェルディ『マクベス』マクダフ役で7公演、マルコム役で3公演出演する。（ジョルジュ・プレートル指揮、レナート・ブルゾン、シャーリー・ヴァーレット、ジョン・トムリンソンその他）全仏でTV放送される。
フランス：パリ・オペラ座　R・シュトラウス『ばらの騎士』のイタリア人テノール歌手役にて4公演出演。

### 1985年
フランス：リヨン・オペラ座でヴェルディ『仮面舞踏会』のリッカルド役で6公演に出演する。（ドナート・レンツェツティ指揮）
フランス：パリ・オペラ座で『仮面舞踏会』のリッカルド役で6公演に出演。（指揮はアルベルト・ヴェントゥーラとジャンルイジ・ジェルメッティ、ナタリア・トロイツカ、フアン・ポンス、フィオレンツァ・コッソットその他）
オーストリア：ザルツブルク音楽祭にてヴェルディ『マクベス』のマルコム役で5公演に出演する。
アメリカ：アリゾナ・オペラにてプッチーニ『トスカ』カヴァラドッシ役で4公演に出演し、アメリカ・デビューを飾る。（ツィリス・ガラその他）
フランス：ニース・オペラ座にてヴェルディ『シモン・ボッカネグラ』のアドルノ役で4公演に出演する。（エミール・チャカロフ指揮、ピエロ・カップッチッリ、ロバート・ロイドその他）

### 1986年
ジロー・オペラ賞受賞
イタリア：トリノ王立歌劇場にてヴェルディ『仮面舞踏会』のリッカルド役で6公演出演し、イタリア・デビューを飾る。（ドナート・レンツェッティ指揮、マリア・キアーラ、フアン・ポンス、パトリーツィア・パーチェその他）
イタリア：サン・カルロ劇場（ナポリ）にてヴェルディ『シモン・ボッカネグラ』のアドルノ役で7公演に出演する。（レナート・ブルゾン、イレアナ・コトルバス、チェーザレ・シエピ、その他）イタリアでFM全国中継される。
ドイツ：ハンブルク州立歌劇場にてヴェルディ『仮面舞踏会』のリッカルド役で2公演出演し、ドイツ・デビューを飾る。（ジュゼッペ・パタネー指揮、ナタリア・トロイツカヤ、レオ・ヌッチその他）
フランス：モンペリエ・オペラ座にてヴェルディ『ルイーザ・ミラー』のロドルフォ役で2公演に出演する。
フランス：オランジュ夏の音楽祭、古代劇場(野外)にてヴェルディ『マクベス』に出演する。（トーマス・フルトン指揮、ピエロ・カップッチッリ、マーラ・ザンピエーリ、ジョン・トムリンソンその他）
アメリカ：ニューヨーク・メトロポリタン歌劇場にてR・シュトラウス『ばらの騎士』のイタリア人テノール歌手役で6公演に出演しデビューを飾る。（ジェフリー・テイト指揮、アンナ・トモワ＝シントウ、ブリギッテ・ファスベンダー、バーバラ・ヘンドリックスその他）
アメリカ：エイヴリー・フィッシャー・ホール（ニューヨーク）にてニューヨーク・フィルハーモニックのヴェルディ『レクイエム』に出演する。（ズービン・メータ指揮、レオナ・ミッチェル、シャーリー・ヴァーレット、マッティ・サルミネン）

### 1987年
芸術選奨文部大臣賞新人賞を受賞。
ジロー・オペラ大賞受賞。
第一回村松賞受賞。
アルゼンチン：コロン劇場（ブエノスアイレス）にてヴェルディ『レクイエム』に3公演に出演する。　(ロマーノ・ガンドルフィ指揮）
フランス：モンペリエ・オペラ座にてヴェルディ『仮面舞踏会』のリッカルド役で4公演に出演する。（ジャン・クロード・カサドシュ指揮、ルネ・マシス、クレオパトラ・チウルカ、その他）
アメリカ：ニューヨーク・メトロポリタン歌劇場のパークス・コンサート（野外公演）にてプッチーニ『トスカ』のカヴァラドッシ役で3公演に出演する。（ガルシア・ナバロ指揮）
イタリア：ヴェネチア・フェニーチェ歌劇場の野外公演でヴェルディ『レクイエム』に出演する。（エリアフ・インバル指揮）
イタリア：マチェラータ夏の音楽祭（野外）にてヴェルディ『椿姫』のアルフレード役で4公演に出演する。（ダイアナ・ソヴィエロ、ピエロ・カップッチッリ、フアン・ポンス、その他）
チリ：ムニシパル劇場（サンチアゴ）にてヴェルディ『椿姫』のアルフレード役で3公演に出演し、TV生放送される。（ミケランジェロ・ヴェルトリ指揮、ジューン・アンダーソン、その他）
イタリア：サン・カルロ劇場（ナポリ）にてヴェルディ『レクイエム』に4公演出演する。（ロリン・マゼール指揮、ズザン・ダン、ルチーア・ヴァレンティーニ＝テッラーニ、クルト・リードル）

### 1988年
カナダ：カルガリー冬季オリンピックフェスティバルにてヴェルディ『レクイエム』に2公演出演する。
イタリア：サン・カルロ劇場（ナポリ）にて歌劇場創立250周年記念公演のヴェルディ『ルイーザ・ミラー』のロドルフォ役で5公演に出演する。（チェチーリア・ガスディーア、シモーネ・アライモ、その他）
フランス：リヨン・オペラ座にてヴェルディ『ルイーザ・ミラー』のロドルフォ役で出演する。（マウリーツィオ・アレーナ指揮、ジューン・アンダーソン、その他）DVD化され発売される。
フランス：パリ・オペラ座にてヴェルディ『リゴレット』のマントヴァ公爵役で7公演に出演する。（アラン・ガンガル指揮、アラン・フォンダリー、マッテオ・マヌグエーラ、アリダ・フェラリー二、クリスティーヌ・バルボー、その他）
イタリア：カリアリにてプッチーニ『ラ・ボエーム』のロドルフォ役で4公演に出演する。（マウリーツィオ・アレーナ指揮）
イタリア：スカラ座（ミラノ）にてヴェルディ『シモン・ボッカネグラ』のアドルノ役で出演する。（演奏会形式、ゲオルグ・ショルティ指揮、マーガレット・プライス、レオ・ヌッチ、パータ・ブルチュラーゼ）

### 1989年
イタリア：パルマ王立歌劇場のシーズン開幕公演にてヴェルディ『仮面舞踏会』のリッカルド役で5公演に出演する。（アンジェロ・カンポーリ指揮、マリア・キアーラ、レオ・ヌッチ、フアン・ポンス、アリダ・フェラリーニ）
イタリア：テアトロ・コムナーレ（ボローニャ）にてヴェルディ『仮面舞踏会』のリッカルド役で2公演に出演する。（グスタフ・クーン指揮）
アメリカ：ニューヨーク・メトロポリタン歌劇場にてヴェルディ『リゴレット』のマントヴァ公爵役で出演する。（ネッロ・サンティ指揮、レオ・ヌッチ、その他）
フランス：ボルドーにてボルドー管弦楽団のヴェルディ『レクイエム』に2公演とベートーヴェン『交響曲第9番』に2公演出演する。（アラン・ロンバール指揮、カーティア・リッチャレッリ、ジョゼ・ヴァン・ダム）
モロッコ：マラケシュにてモロッコ国王還暦記念コンサートにヴェルディ『レクイエム』を2公演とベートーヴェン『交響曲第9番』1公演に出演、フランスTV局が生中継。
フランス：オランジュ音楽祭（野外公演、全仏TV生放送）でヴェルディ『ナブッコ』にイズマエーレ役で2公演に出演する。（トーマス・フルトン指揮、アラン・フォンダリー、ゲーナ・ディミトローヴァ）
カナダ：カナディアン・オペラカンパニー（トロント）にてヴェルディ『仮面舞踏会』のリッカルド役で7公演に出演する。（ジョン・フィオーレ指揮、レオナ・ミッチェル、その他）
チリ：テアトロ・ムニシパル（サンチアゴ）にてドニゼッティ『ランメルモールのルチア』にエドガルド役で4公演に出演する。TVで生放送される。

### 1990年
ポルトガル：サン・カルロス国立歌劇場（リスボン）にてヴェルディ『仮面舞踏会』のリッカルド役で3公演に出演する。（ナタリア・トロイツカヤ、フィオレンツァ・コッソット、その他）
ポルトガル：ポルトでヴェルディ『仮面舞踏会』のリッカルド役で1公演に出演する。
アメリカ：ニューヨーク・メトロポリタン歌劇場パークス・コンサート（野外）にて『リゴレット』のマントヴァ公爵役で4公演に出演する。（マルチェッロ・パンニ指揮、アラン・フォンダリー）
フランス：オランジュ夏の音楽祭（野外）にてヴェルディ『レクイエム』に出演する。（ジャン＝クロード・カサドシュ指揮、レオナ・ミッチェル、ジョゼ・ヴァン・ダム、その他）
アメリカ：ニューヨーク・メトロポリタン歌劇場にてヴェルディ『仮面舞踏会』のリッカルド役で出演する。（アプリーレ・ミッロ、エレーナ・オブラスツォワ、フアン・ポンス、その他）
酒田市より特別功労表彰（文化功労）を受賞する。

### 1991年
アメリカ：ニューヨーク・メトロポリタン歌劇場にてヴェルディ『リゴレット』のマントヴァ公爵役に出演する。（グイド・アイモネマルサン指揮）
アメリカ：コスタメサ・オペラパシフィック（カリフォルニア）にてヴェルディ『仮面舞踏会』にリッカルド役で3公演に出演する。（レオナ・ミッチェル、その他）
アメリカ：ニューヨーク・メトロポリタン歌劇場パークス・コンサート（野外）にてヴェルディ『仮面舞踏会』にリッカルド役で4公演に出演する。（ミケランジェロ・ヴェルトリ指揮、デボラ・ヴォイト・ルイス・クィリコ、その他）
アメリカ：ニューヨーク・メトロポリタン歌劇場にてヴェルディ『仮面舞踏会』にリッカルド役にて3公演に出演する。（レオナ・ミッチェル、シェリル・ミルンズ、フアン・ポンス、スミ・ジョー、その他）

### 1992年
アメリカ：ニューヨーク・メトロポリタン歌劇場にてヴェルディ『仮面舞踏会』のリッカルド役で3公演に出演する。全米向けにFMで放送される。（トーマス・フルトン指揮、レオナ・ミッチェル、シェリル・ミルンズ、その他）
ドイツ：ケルン歌劇場にてヴェルディ『仮面舞踏会』のリッカルド役で6公演に出演する。（ジェームズ・コンロン指揮、デボラ・ヴォイト、アレクサンドル・アガーケ、その他）
フランス：ボルドー・オペラ座にてヴェルディ『リゴレット』のマントヴァ公爵役で5公演に出演する。（ジョン・フィオーレ指揮、レオンティーナ・バドゥヴァ、アレクサンドル・アガーケ、その他）
イタリア：カルロ・フェリーチェ劇場（ジェノヴァ）にてヴェルディ『シモン・ボッカネグラ』のアドルノ役で出演。（アラン・ロンバール指揮、パオロ・コー二、フェルッチョ・フルラネット、その他）

### 1993年
アメリカ：ニューヨーク・メトロポリタン歌劇場にてヴェルディ『仮面舞踏会』のリッカルド役で2公演に出演する。全米向けにFMで放送される。（ジョン・フィオーレ指揮、シャロン・スウィート、フアン・ポンス、その他）
アメリカ：ニューヨーク・メトロポリタン歌劇場にてR・シュトラウス『ばらの騎士』のイタリア人テノールの役で出演する。
アメリカ：シカゴ・リリックオペラにてヴェルディ『仮面舞踏会』にリッカルド役で出演する。（フィオレンツァ・コッソット、ハロリン・ブラックウェル、その他）
ドイツ：ケルン歌劇場にてヴェルディ『仮面舞踏会』のリッカルド役で7公演に出演する。（デビット・アークル指揮、パオロ・コーニ、その他）
アメリカ：シカゴにてヴェルディ『レクイエム』の野外公演に出演する。（マキシミリアーノ・ヴァルデス指揮、その他）

### 1994年
アメリカ：ニューヨーク・メトロポリタン歌劇場にてドニゼッティ『ランメルモールのルチア』のエドガルド役で2公演に出演する。（ネッロ・サンティ指揮、マリエッラ・デヴィーア、フアン・ポンス、その他）
フランス：エヴィアンにてヴェルディ『レクイエム』に出演する。（ムスティスラフ・ロストロポーヴィチ指揮、パータ・ブルチュラーゼ、その他）

### 1995年
イタリア：トリノ王立歌劇場にてヴェルディ『シモン・ボッカネグラ』のアドルノ役で5公演に出演する。（ダニエル・オーレン指揮、ジャンカルロ・パスクエット、ジョルジョ・ジョゼッピーニ、ロレンツォ・サッコマーニ、ニーナ・ラウティオ、その他）
イタリア：サン・カルロ劇場（ナポリ）にてヴェルディ『椿姫』のアルフレード役で3公演に出演する。（ジュシー・デヴィヌー、パオロ・コーニ、その他）

### 1997年
イタリア：トリノ王立歌劇場にてヴェルディ『ナブッコ』のイズマエーレ約で8公演に出演する。（ダニエル・オーエン指揮、レオ・ヌッチ、フェルッチョ・フルラネット、マリア・ドラゴーニ、その他）